# Cadalso
Cadalso is een dorp en gemeente in de provincie Cáceres in de Spaanse regio Extremadura. Cadalso heeft een oppervlakte van 7 km² met 458 inwoners (1 januari 2016).

## Wapen
De beschrijving van het wapen luidt in het Spaans als volgt:
Escudo de sinople, cun on cadalso de oro y sobre él una bandera de plata con La Cruz de la Orden de Alcántara, de sinople. Al timbre Corona Real Ferrara.

## Burgemeester
De burgemeester van Cadalso heet Francisco Ignacio Rodriguez Blanco.

## Demografische ontwikkeling
Bron: INE, 1857-2011: volkstellingen